# Tề vương Kiến
Tề Kính vương (chữ Hán: 齊敬王, trị vì: 264 TCN – 221 TCN), tên thật là Điền Kiến (田建), là vị vua thứ tám và là vua cuối cùng nước Điền Tề - chư hầu nhà Chu thời Chiến Quốc trong lịch sử Trung Quốc.

## Chính sách thân Tần
Theo Sử ký, Điền Kiến là con của Tề Tương vương – vua thứ 7 nước Điền Tề. Năm 265 TCN, Tề Tương vương mất, Điền Kiến lên ngôi, tức là Tề vương Kiến.
Tề vương Kiến lên ngôi khi còn ít tuổi, thái hậu đứng ra làm nhiếp chính. Thái hậu chú trọng việc giữ quan hệ với các chư hầu. Thời kỳ này, nước Tần ngày một lớn mạnh, liên tiếp mở các cuộc tấn công sang phía đông, đánh chiếm nhiều đất đai của các nước còn lại. Vua Tần dùng kế "thân xa đánh gần", kết giao với nước Tề để nước Tề không cứu các nước khác khi các nước này bị Tần đánh.
Năm 260 TCN, nước Triệu đại chiến với nước Tần ở Trường Bình. Tề vương Kiến và Sở Khảo Liệt vương định phát binh cứu Triệu, Tần Chiêu Tương vương tuyên bố sẽ đánh nước nào cứu Triệu. Vì vậy vua Tề và vua Sở không dám phát binh. Triệu Hiếu Thành vương khẩn khoản xin Tề vương Kiến phát binh vì thế quân Tần rất lớn. Chu Tử cũng khuyên ông ra quân cứu Triệu, vì nếu Triệu bị diệt thì sau đó sẽ tới Tề, Sở, nhưng ông nhất định không nghe theo. Kết quả tướng Tần là Bạch Khởi đại phá quân Triệu, giết hơn 40 vạn quân Triệu khiến nước Triệu bị suy nhược.
Sau khi thái hậu mất, Tề vương Kiến dùng Hậu Thắng làm tướng quốc. Hậu Thắng nhất mực khuyên Tề vương Kiến nên thân Tần. Khi Tề vương Kiến cử sứ giả sang giao hiếu, nước Tần lại dùng tiền vàng đút lót cho các sứ giả, khiến họ cũng cùng nhau nhất loạt khuyên Tề vương Kiến nên hòa hiếu với nước Tần. Vì vậy Tề vương Kiến tiếp tục chính sách: "Sự Tần, cẩn" (kính cẩn phụng sự nước Tần), không chịu hưởng ứng hợp tung với chư hầu trong những lần do Tín Lăng quân, Bình Nguyên quân và Bàng Noãn phát động
Trước sức mạnh của Tần, các nước liền kề như Hàn, Triệu, Ngụy ngày càng bị mất đất, thế lực suy kiệt, nước Tề bỏ mặc không cứu. Trong khi đó, thế nước Tề cũng ngày càng suy yếu. Năm 237 TCN, Tề vương Kiến sợ thế lực của Tần vương Chính, cũng phải sang triều kiến, cùng uống rượu tại Hàm Dương.

## Mất nước
Từ năm 230 TCN, Tần bắt đầu diệt các nước Sơn Đông: Hàn (230 TCN), Triệu (228 TCN), Ngụy (225 TCN) rồi tới Sở (223 TCN) và Yên (222 TCN). Chỉ còn lại nước Tề nhỏ bé so với thế lực nước Tần, quân Tần đã áp sát biên giới nước Tề.
Trong hơn 40 năm từ khi Tề vương Kiến lên ngôi, nước Tề được bình yên không hề có chiến tranh, dân nước Tề quen sống yên ổn, không được luyện võ nghệ.
Tề vương Kiến lo lắng, điều quân sang giữ biên giới phía tây. Nhưng Tần vương Chính lại điều động cánh quân của Vương Bí vừa diệt nước Yên từ phía bắc đánh xuống. Quân Tần tiến vào Lâm Tri, dân Tề lâu không biết chiến tranh, không thể chống đỡ. Tề vương Kiến nghe lời tướng quốc Hậu Thắng, không đánh trả mà mang gia quyến ra hàng.
Tần vương Chính cho Tề vương Kiến đầu hàng, đày ông ra đất Cung, đặt nước Tề thành Tề quận. Từ đó nước Điền Tề bị diệt, thiên hạ thống nhất về tay Tần vương Chính, vua Tần xưng làm hoàng đế, tức là Tần Thủy Hoàng, cai trị toàn bộ Trung Quốc.
Tề vương Kiến làm vua tất cả 44 năm, sau này không rõ kết cục của ông ra sao và mất năm nào. Nước Điền Tề có tất cả tám đời vua, kéo dài được 166 năm. Người dân nước Tề nhớ nước cũ, oán Tề vương Kiến nghe theo gian thần, không sớm liên minh với các chư hầu hợp tung chống Tần, để cuối cùng nước bị mất, dân gian có làm bài ca than thở trách ông không biết dùng người.

## Hậu duệ
Sau thời Hán-Sở cháu của Tề vương Kiến là Điền An được phong làm vương đất Tế Bắc truyền qua nhiều đời thay tên đổi thành họ Vương có hậu duệ là Vương Mãng soán Hán lập ra nhà Tân truy thụy cho Tề vương Kiến là Kính Vương (敬王) miếu hiệu Thế Tổ (世祖) 

## Gia quyến
Tề vương Kiến có một người em là Điền Giả còn sống sau khi nước Điền Tề mất.
Đúng 12 năm sau (209 TCN), Tần Thủy Hoàng vừa chết thì một người trong họ Tề vương Kiến là Điền Đam hưởng ứng Trần Thắng nổi dậy chống nhà Tần, tái lập nước Điền Tề. Sau khi Điền Đam tử trận, người nước Tề tôn Điền Giả làm Tề vương.

## Trong Đông Chu liệt quốc
Tề vương Kiến trong tiểu thuyết Đông Chu liệt quốc của Phùng Mộng Long được mô tả gần với sử sách. Ở hồi cuối cùng (108), tác giả đề cập tới cái chết của Tề vương Kiến. Ông bị vua Tần đày trong vùng hoang vu chỉ có cây bách, cây tùng, không được cấp đủ thóc gạo ăn, cuối cùng bị chết đói.